# Xã Washington, Quận Van Buren, Arkansas
Xã Washington (tiếng Anh: Washington Township) là một xã thuộc quận Van Buren, tiểu bang Arkansas, Hoa Kỳ. Năm 2010, dân số của xã này là 850 người.